# Eagles Greatest Hits, Vol.2
Eagles Greatest Hits, Vol.2 è la seconda raccolta del gruppo country statunitense Eagles. Questa raccolta è stata pubblicata 6 anni dopo la prima raccolta Their Greatest Hits (1971-1975) (che diventerà l'album di maggior successo per la band statunitense, con oltre 42 milioni di copie) e due anni dopo l'ultimo album Eagles Live, del 1980.

## Il disco
Questa raccolta contiene dei brani estratti dagli ultimi due album in studio del gruppo statunitense, Hotel California (1976) e The Long Run (1979) a parte le canzoni Seven Bridges Road (live), estratta dall'album live Eagles Live del 1980 e After The Thrill Is Gone, contenuta nell'album One of These Nights del 1975.
Il disco ha venduto oltre 11 milioni di copie negli Stati Uniti.

## Tracce
Lato A
1. Hotel California - 6:29
2. Heartache Tonight - 4:25
3. Seven Bridges Road (live) - 2:58
4. Victim of Love - 4:10
5. The Sad Cafe' - 5:32

Lato B
1. Life in the Fast Lane - 4:45
2. I Can't Tell You Why - 4:54
3. New Kid in Town - 5:04
4. The Long Run - 3:42
5. After the Thrill Is Gone - 4:41